# Kirvessaari (ö i Södra Savolax, Nyslott, lat 62,07, long 28,51)
Kirvessaari är en ö i Finland. Den ligger i sjön Haukivesi och i kommunen Rantasalmi i den ekonomiska regionen  Nyslotts ekonomiska region  och landskapet Södra Savolax, i den sydöstra delen av landet, 280 km nordost om huvudstaden Helsingfors. Öns area är 4,4 hektar och dess största längd är 310 meter i öst-västlig riktning.